# Theo Herzog
Karl Theodor „Theo“ Herzog (* 22. Februar 1905 in Ingolstadt; † 5. August 1980 in Landshut) war ein deutscher Archivar und Lokalhistoriker.

## Leben
Nach Abschluss einer Banklehre in Rottenburg an der Laaber war Herzog kaufmännischer Angestellter bei der Schnupftabakfabrik Weiß in Landshut. 1948 trat er in das Stadtarchiv Landshut ein. Nach Absolvierung der gehobenen Laufbahnprüfung wurde er dort Direktor. Seit 1929 war er Mitglied des Historischen Vereins Niederbayern zuletzt auch dessen Geschäftsführer.
Karl Theodor Herzog war verheiratet mit Helene Schulze (1902–1978), einer gelernten Bankkauffrau. Aus der Ehe gingen der spätere Bundespräsident Roman Herzog (1934–2017) sowie der Physiker Theo Herzog (* 1937), von  1974 bis 1996 Strahlenschutzbeauftragter und Stellvertretender Kraftwerksleiter im Kernkraftwerk Isar 1, hervor.
Herzog veröffentlichte zahlreiche Bücher zur Stadtgeschichte Landshuts sowie dessen Umlands.

## Veröffentlichungen
- Stadt Landshut, Niederbayern. Kratzsch, Landshut 1948.
- Landshuter Häuserchronik. Degener, Neustadt a.d. Aisch  1957, ISBN 3-7686-4121-X.
- Landshuter Häuserchronik. Degener, Neustadt a.d. Aisch 1957. Digitalisat
- Landshuter Urkundenbuch. Degener, Neustadt a.d. Aisch 1959–1963, ISBN 3-7686-4058-2.
- Landshuter Stadtchronik. Stadtrat, Landshut 1961.
- Geschichte des Dorfes Ergolding. Gemeinde, Ergolding 1965 (Digitalisat)
- Krankenhäuser und medizinische Unterrichtsanstalten in Landshut (= Verhandlungen des Historischen Vereins für Niederbayern. 91–92). Landshut 1966 (Digitalisat).
- Landshut im 19. Jahrhundert. Stadt Landshut, Landshut 1969.
- Stadtresidenz Landshut. Bayerische Verwaltung der Staatlichen Schlösser, Gärten und Seen, München 1969.